# 분노의 질주 (영화)
분노의 질주(영어: The Fast and the Furious)는 2001년 공개된 스트리트 레이싱 액션 영화이다.

## 줄거리
로스앤젤레스 외곽의 터미널 아일랜드 고속도로에서, 개조된 혼다 시빅 3대를 운전하는 한 무리의 강도들이 전자 제품을 운반하는 세미트럭을 납치하고 현장에서 도주한다. LAPD의 경찰 브라이언 오코너는 이 납치 사건을 수사하기 위해 LAPD-FBI 합동 태스크 포스에 배정된다. 위장 수사의 일환으로 브라이언은 해리가 운영하는 성능 부품 상점에서 일하며 지역 거리 경주 장면에 잠입하기 시작하고, 연루가 의심되는 유명한 거리 경주자 도미닉 토레토에게 초점을 맞춘다. 브라이언은 토레토 마켓 & 카페를 방문하여 돔의 여동생 미아를 만난다. 빈스, 레온, 제시, 레티를 포함한 돔의 크루와의 대치 중에 빈스는 브라이언을 의심하고 싸움을 시작한다. 돔은 처음에는 관계를 끊으려 하지만, 해리가 브라이언을 계속 고용하도록 설득한다.
브라이언은 개조된 미쓰비시 이클립스로 거리 경주에 참가하여 신뢰를 얻기 위해 자신의 차를 걸고 내기한다. 브라이언의 차가 고장 난 후 돔이 경주에서 이긴다. 경찰이 도착하자 브라이언은 돔이 체포되는 것을 피하도록 돕지만, 그들은 라이벌 갱단 두목 자니 트랜과 그의 사촌 랜스에게 가로막혀 이클립스를 파괴당한다. 돔은 브라이언에게 여전히 10초짜리 차를 빚지고 있다고 상기시킨다.
브라이언은 낡은 토요타 수프라를 돔의 차고로 가져오고, 크루는 이를 수리하기로 동의한다. 이 시간 동안 브라이언은 미아와 관계를 시작하고 트랜의 재정을 조사한다. 헥터가 혼다 시빅 부품 구매에 관심을 표명하자 브라이언은 의심을 품고 헥터의 차고에 침입하지만, 돔과 빈스에게 발각된다. 그는 다가오는 레이스 워즈 이벤트에 앞서 트랜의 차량에 대한 정보를 수집하고 있다고 주장한다.
나중에 돔, 빈스, 브라이언은 트랜의 차고를 수색하여 전자 제품들을 발견한다. 브라이언은 이 발견을 LAPD 태너 경사와 FBI 빌킨스 요원에게 보고하고, 그들은 트랜을 체포한다. 그러나 그 물품들은 합법적으로 취득된 것으로 밝혀진다. 결과물을 내라는 압력에 빌킨스는 브라이언에게 트럭 운전사들이 무장을 시작했으며, 강도들을 식별할 시간이 36시간 남았다고 알린다. 브라이언은 돔이 책임이 있다고 의심한다.
레이스 워즈에서 제시는 트랜과 경주하여 아버지의 폭스바겐 제타를 잃고 도주한다. 트랜은 공개적으로 돔을 경찰 정보원이라고 비난하며 싸움이 벌어진다. 그날 밤, 브라이언은 돔과 그의 크루가 또 다른 납치를 준비하는 것을 보고 미아에게 자신의 진짜 신분을 고백하며, 그들을 막는 데 도움을 요청한다.
납치 중에 트럭 운전사는 총격을 가해 빈스를 다치게 하고 레티를 도로 밖으로 몰아낸다. 브라이언과 미아가 도착하고, 브라이언은 의료 후송을 요청하며 자신이 경찰관임을 드러낸다. 돔, 레티, 미아, 레온은 당국이 도착하기 전에 현장을 떠난다. 브라이언은 나중에 돔의 집에서 그를 체포하려 하지만, 제시의 귀환으로 방해받는다. 제시는 드라이브 바이 슈팅으로 트랜과 랜스에게 총을 맞아 사망한다.
돔과 브라이언은 공격자들을 추격한다. 돔은 랜스를 도로 밖으로 밀어내고, 브라이언은 트랜을 총으로 쏴 죽인다. 둘은 이어서 쿼터마일 거리 경주를 벌이고, 건널목에서 기차를 간신히 따돌린 후 돔은 자신의 닷지 차저를 충돌시킨다. 브라이언은 그를 체포하는 대신 자신의 수프라 열쇠를 건네주어 돔이 도망치도록 돕는다.
쿠키 영상에서 돔은 멕시코 바하칼리포르니아를 1970년형 쉐보레 셰벨 SS를 몰고 가는 모습이 나온다.

## 한국판 성우진(MBC)
- 최원형 - 브라이언 (폴 워커)
- 박지훈 - 도미닉 (빈 디젤)
- 이병식 - 빌킨스 (톰 베리)
- 이철용 - 태너 (테드 레빈)
- 김호성 - 제시 (채드 린드버그)
- 최석필 - 빈스 (맷 슐즈)
- 최수진 - 미아 (조다나 브루스터)
- 박선영 - 레티 (미셀 로드리게즈)
- 표영재 - 쟈니 (릭 윤)
- 이상범 - 헥터 (노엘 구글리에미)
- 김기철 - 에드윈 (자 룰)
- 최한 - 리온 (자니 스트롱)
- 문남숙
- 방성준
- 이원찬
- 김두희
- 류승곤
- 유상우